# Alur Dua Mas
Alur Dua Mas is een bestuurslaag in het regentschap Aceh Selatan van de provincie Atjeh, Indonesië. Alur Dua Mas telt 922 inwoners (volkstelling 2010).